# Rytidosperma linkii
Rytidosperma linkii là một loài thực vật có hoa trong họ Hòa thảo. Loài này được (Kunth) Connor & Edgar miêu tả khoa học đầu tiên năm 1979.